# Samenspel (economie)
Onder samenspel of collusie verstaat men in de economie elke situatie waarin marktspelers hun gedrag op elkaar afstemmen zodat de gezamenlijke winst, maar ook de winst van elke deelnemer afzonderlijk, wordt verhoogd ten opzichte van het evenwicht dat overeenstemt met perfecte mededinging. 
Dit kan door mededingingsrecht verboden zijn. Mededingingsautoriteiten houden hier toezicht op.
Samenspel komt het vaakst voor op een markt met een gering aantal aanbieders (oligopolie). De deelnemers hebben er dan van nature belang bij, een overeenkomst te sluiten waarbij hun gezamenlijke marktmacht vergroot.
Een bijzonder geval van samenspel is een kartel. Dat is een uitdrukkelijke overeenkomst om het aanbod van goederen op een welbepaalde wijze te beperken, zodat elke deelnemer afzonderlijk hogere winsten maakt. Kartels zijn in de meeste landen verboden om de dubbele reden dat ze: (1) de allocatieve efficiëntie en dus de totale welvaart verminderen; (2) de verdeling van de welvaart beïnvloeden ten voordele van producenten of groothandelaars en ten nadele van consumenten. Daarom zijn de meeste kartels geheim. Een voorbeeld van een openlijk kartel is de OPEC, die sinds 1973 minimumprijzen bepaalt voor ruwe aardolie.
Samenspel kan ook stilzwijgend zijn. De oligopolisten hebben dan geen uitdrukkelijke overeenkomst nodig omdat het "gewenste gedrag" voor alle deelnemers impliciet duidelijk is, bijvoorbeeld het handhaven van vroegere kleinhandelsprijzen terwijl de grondstoffen of de productie- en distributiemethoden veel goedkoper zijn geworden.
Meestal moet iedere afzonderlijke deelnemer aan het samenspel een afweging maken tussen zijn persoonlijk belang op korte en op lange termijn. Zondigen tegen het samenspel (bijvoorbeeld, een sterke korting aanbieden) kan op korte termijn de winst verhogen doordat men marktaandeel wegkaapt bij de concurrenten. Op lange termijn riskeert men echter door die concurrenten gestraft te worden middels een prijzenoorlog. Dit zorgt ervoor dat samenspel zelden perfect stabiel is. Over het algemeen kan men stellen dat de volgende factoren de kans op langdurig samenspel verhogen:
- klein aantal aanbieders van vergelijkbare grootte;
- prijstransparantie (gemakkelijk beschikbare informatie over prijzen van de concurrenten);
- spelers ontmoeten elkaar op meer dan één markt;
- spelers ontmoeten elkaar vaak;
- groeiende vraag.

## Bron
Luís M.B. Cabral, "Industrial Organization," MIT Press 2000, ISBN 0-262-03286-4